# M59装甲兵員輸送車
M59装甲兵員輸送車（M59 Armoured Personnel Carrier）は、アメリカ合衆国の装甲兵員輸送車である。

## 概要
1954年春に軍務に就き、M75装甲兵員輸送車を代替した。本車にはM75を超える三つの主な長所があった。それは、水陸両用車であったこと、かなり低廉に生産されたことである。
1960年に生産終了するまでに約6,300輌が製造された。派生型として、M84自走迫撃砲がある。M59は、任務をM113装甲兵員輸送車とその系列車輌によって代替された。

## 開発
M75を代替するための開発作業は1951年の後期に開始され、フード・マシナリー・アンド・ケミカル・コーポレーション（FMC）がこれを担当し、試作車輌が数輌製造された。これらのうち最良の性能であったT59が選ばれ、1953年5月に型式をM59と定めた。FMCには製造契約が与えられた。
コストダウン維持の指示から、大型で強力なエンジン1基の代わりに、この車輌は小型で低出力の民生用トラックエンジンを2基使用し、車体の両側面に1基ずつ装備した。この駆動システムは信頼性が低く、また、本車が発揮する装甲防護能力はM75に比較して減らされており、これらは本車の主な欠点だった。

## 構造
この車輌は、溶接組立された鋼製車体を持ち、装甲厚は上面が0.95cmで底面が2.49cmである。他の部分はこの中間の1.59cm厚になった。全体的にはやや広くて平板な側面と、角を落として鈍められた前面を持つ。本車には大きなコンパートメントが一つ設けられており、操縦士がその前方左側に位置し、車長は彼の右側に着座する。操縦士には操縦用としてM19赤外線暗視ペリスコープといくつかのM17ペリスコープが装備されている。車長用にM13キューポラが設けられており、12.7mm重機関銃M2が装備され、また、弾薬2,205発が車内に搭載された。
車長と操縦士の後方には、10名の兵員用として車輌の側面に沿って並べられた2基のベンチが設けられている。これらのベンチは、ジープ1台を搭載する空間を作り出すために格納できる。兵員用区画の両側面にはスポンソンが設けられており、この内部に車輌の駆動機構が収納された。
駆動機構は、2基のGMCモデル302 6気筒直列ガソリンエンジンから構成され、両方とも毎分3,600回転において146馬力を出力する。エンジンは両方とも油圧式の301MGトランスミッションに直接接続しており、前進4速、後進1速に変速できる。初期型にはMG300トランスミッションが用いられた。操舵は操縦士席のステアリングレバーにより差動することで操縦された。装軌部分は前部の駆動輪で動かされる。両側面に5個ずつ転輪が設けられ、上部転輪も3個つけられている。本車にはトーションバーサスペンションが採用されており、ショックアブソーバーが最初の転輪と最後の転輪につけられていた。本車の路上最高速度は51km/hであったが、これは前作のM75よりもかなり遅いものだった。
ガソリン511リットルが携行され、航続距離は約150kmが与えられた。
本車は水陸両用として設計されており、すべてのハッチとドアはゴムで水密されている。トリムベーンが1基与えられており、水上では最大速力6.9km/hを発揮する。
兵員用として車輌後部には卸下用のランプが設けられており、これには脱出用のドアも付属して組み込まれている。また、車輌上面にもハッチがいくつか設けられている。

## 各型及び派生型

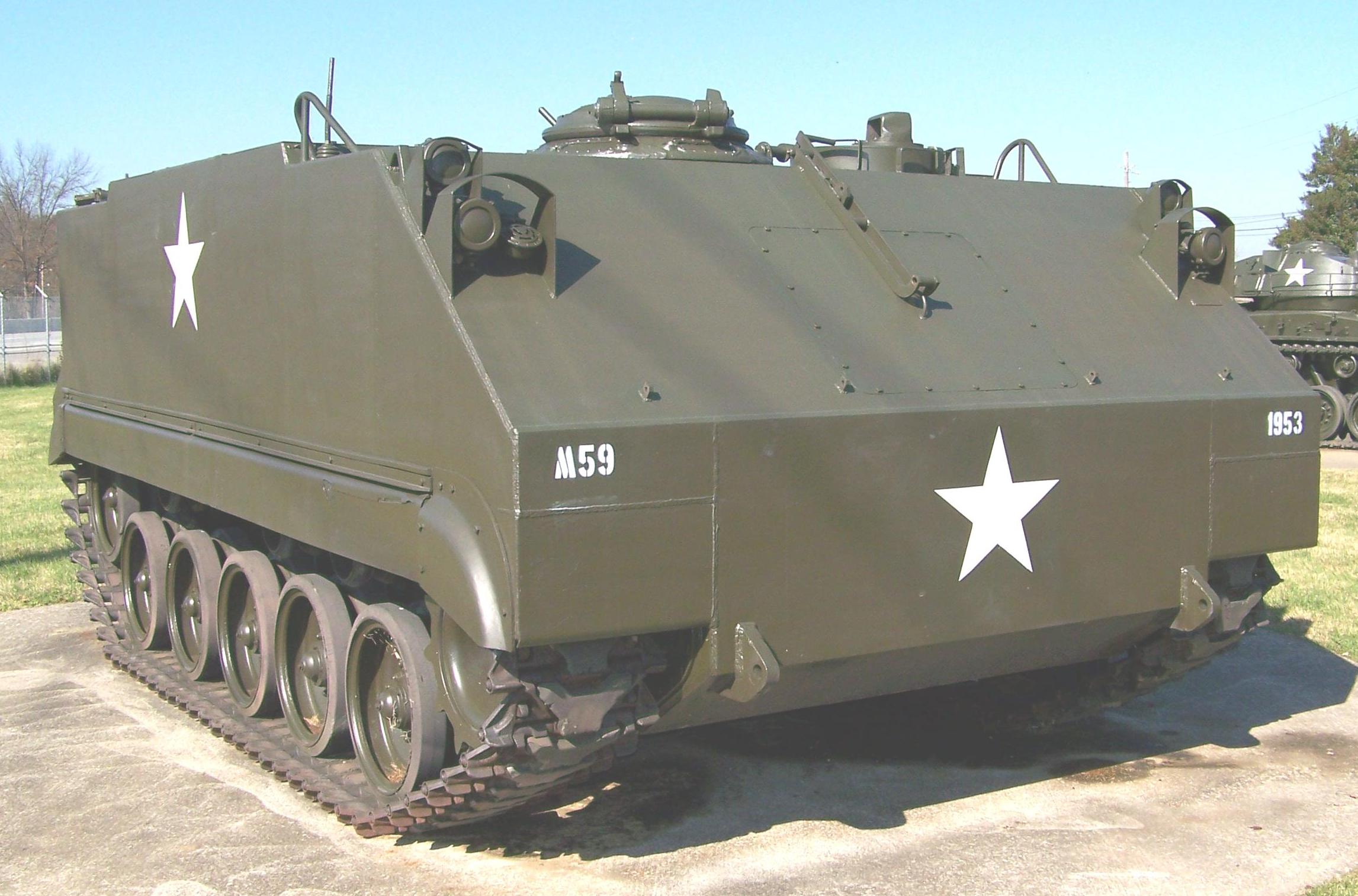
M59
A1型とは車長用銃塔がない点が異なる

T59
試作型。6両生産。GMC社製 Model302 直列6気筒エンジン2基搭載。
T59E1
6両生産されたT59のうちの5号車および6号車。キャデラック社製 Model331 V型8気筒エンジン2基を搭載した。
M59
最初の量産型。車長用にM13銃塔ではなく、通常のハッチに12.7mm重機関銃M2用の銃架を装備している。
M59（後期量産型）
車長用ハッチに周辺視察用のM17潜望鏡のついたモデル。
M59E1
銃架付ハッチに替え機関銃塔を搭載したもの。制式化されM59A1となる。
M59A1
改良型。M13銃塔を装備。
T84
車体後部に4.2"迫撃砲を搭載した自走迫撃砲型の試作車両。制式化され「M84」となる。
M59ATGM
車体後部の兵員室上にMGM-21AおよびAGM-22（フランス製のSS.10対戦車ミサイルおよびSS.11対戦車ミサイルのアメリカ軍導入型）の連装発射装置を搭載した対戦車型。各種のテストが行われたが、制式化はなされなかった。
M84自走迫撃砲
後方へ向けて4.2"迫撃砲を搭載した自走迫撃砲型。M84の上面装甲板は、車輌内部から迫撃砲を撃てるように開くことができる。M84では兵員6名のみを搭載するが、迫撃砲および戦闘用に弾薬88発を搭載するため、重量は21,400kgとなった。M84は1957年1月に製造に入った。本車はM106自走迫撃砲によって代替された。
LVTP-X2
本車の設計を母体に、車体の前後を舟型形状とし、排水ポンプの能力を強化、エンジンをより馬力のあるものに換装するなどした水陸両用車型。エンジンとトランスミッションの異なる試作車5両が製作され、そのうちクライスラー製のエンジンを持つものがLVTP-6の名称で制式化されたが、量産はなされなかった。
T93
M59の走行装置を流用して開発された非装甲の貨物輸送車型。エンジンはクライスラー製V型8気筒水冷ガソリンエンジン（400馬力（4,200回転）に変更されている。試作車4両が生産されたが、試作のみで制式化はなされなかった。
試作車のうち2両は水陸両用型に改造され、「T93E1」の名称が与えられている。

## 採用国
- アメリカ合衆国 - 6,300輌
- ブラジル - 500輌
- エチオピア - 120輌
- ギリシャ - 200輌

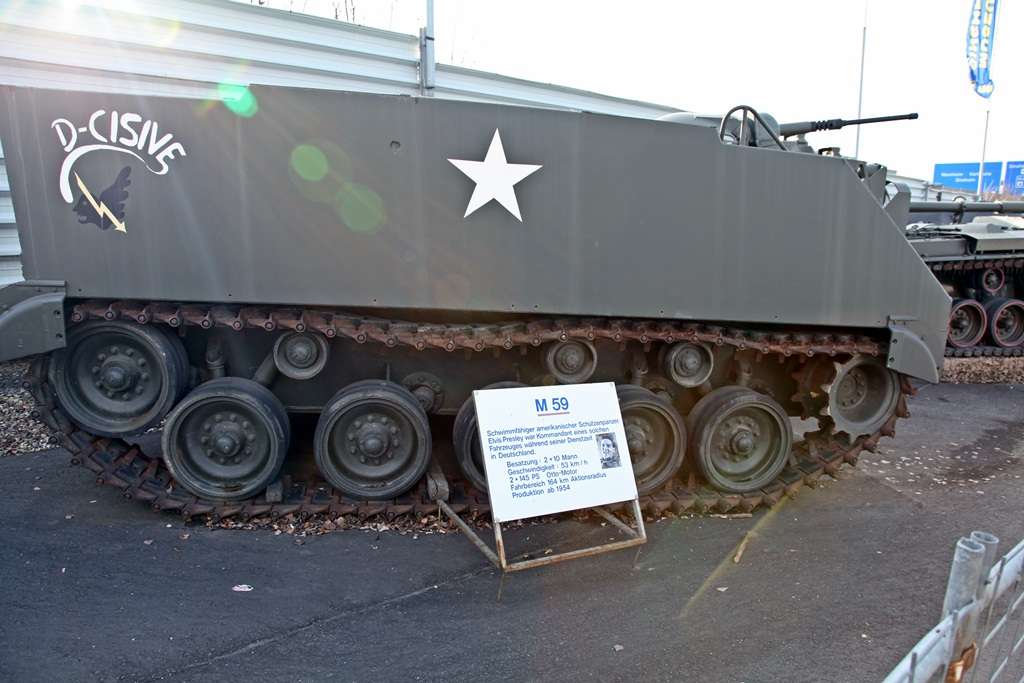
M59装甲兵員輸送車 D-cisive

- レバノン - 16輌。1976年、レバノン陸軍に移行。
- トルコ - 1,550輌
- 南ベトナム - 866輌[1]